# Старосел
Старосел (болг. Старосел) — село в Болгарии. Находится в Пловдивской области, входит в общину Хисаря. Население составляет 1 255 человек.

## Политическая ситуация
В местном кметстве Старосел, в состав которого входит Старосел, должность кмета (старосты) исполняет Иван Петков Жутев (коалиция в составе 4 партий: Земледельческий народный союз (ЗНС), Болгарский земледельческий народный союз (БЗНС), Союз свободной демократии (ССД), Союз демократических сил (СДС)) по результатам выборов правления кметства.
Кмет (мэр) общины Хисаря — Георги Николов Пирянков (инициативный комитет) по результатам выборов в правление общины.

## Галерея

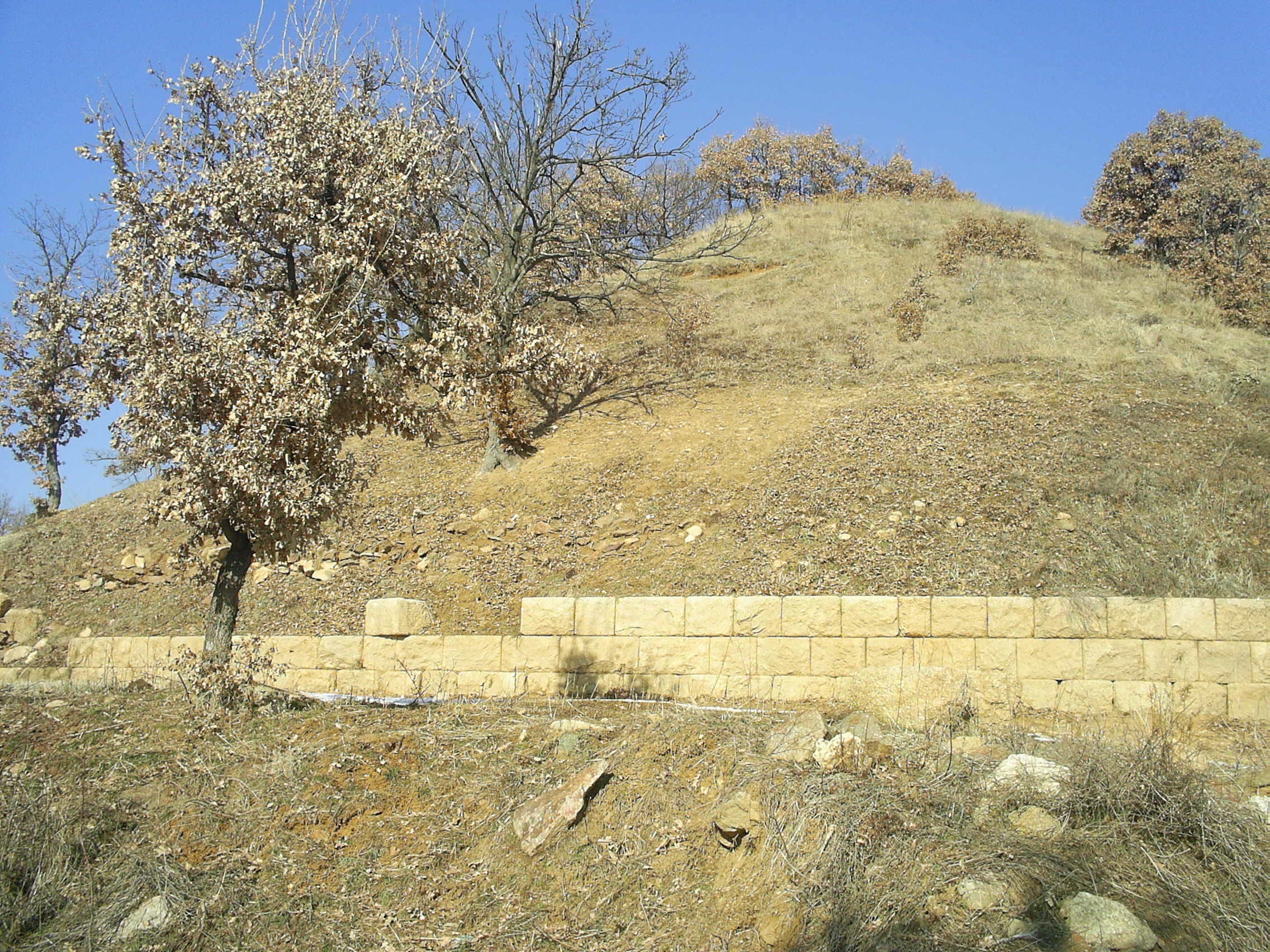
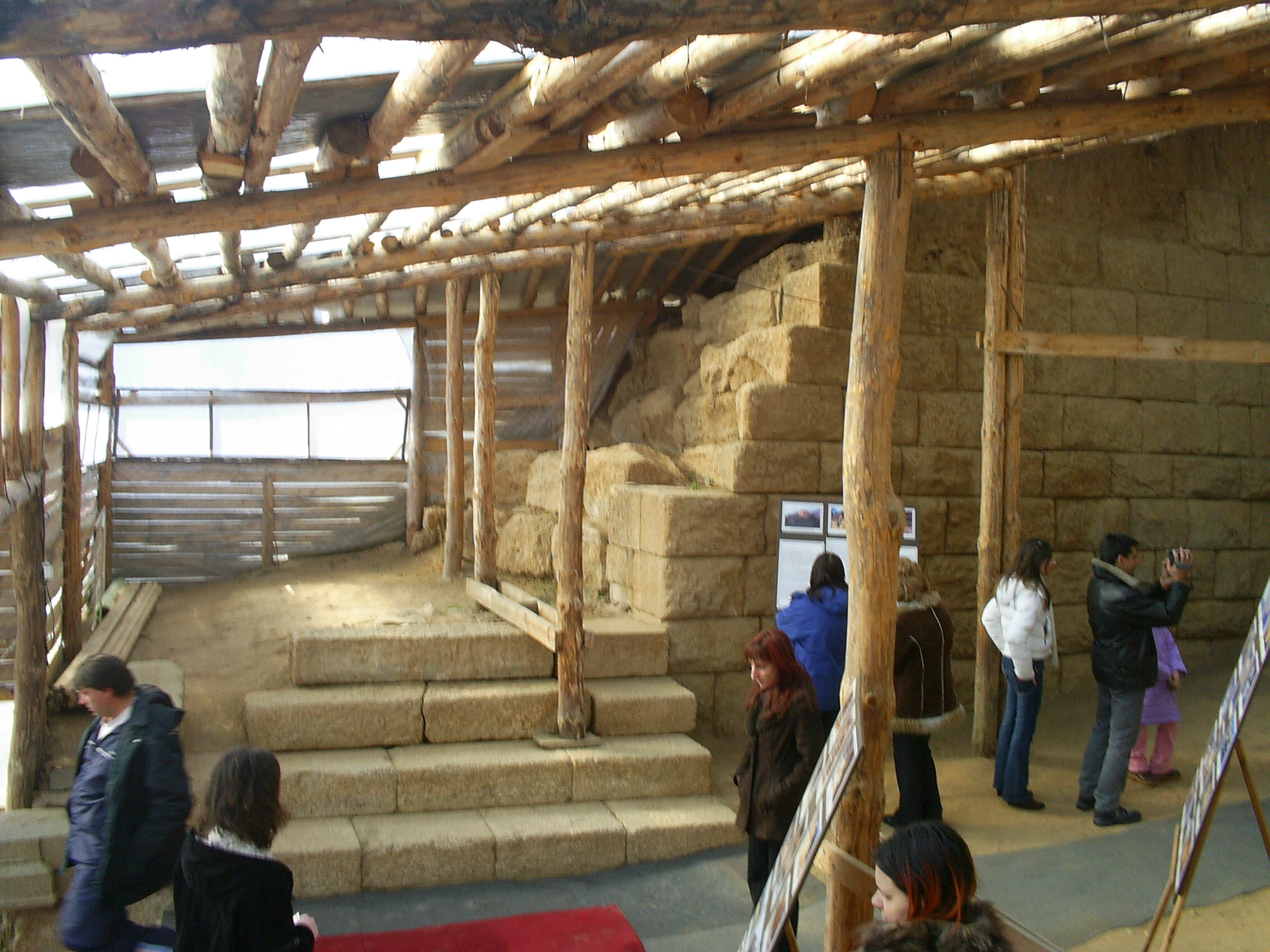
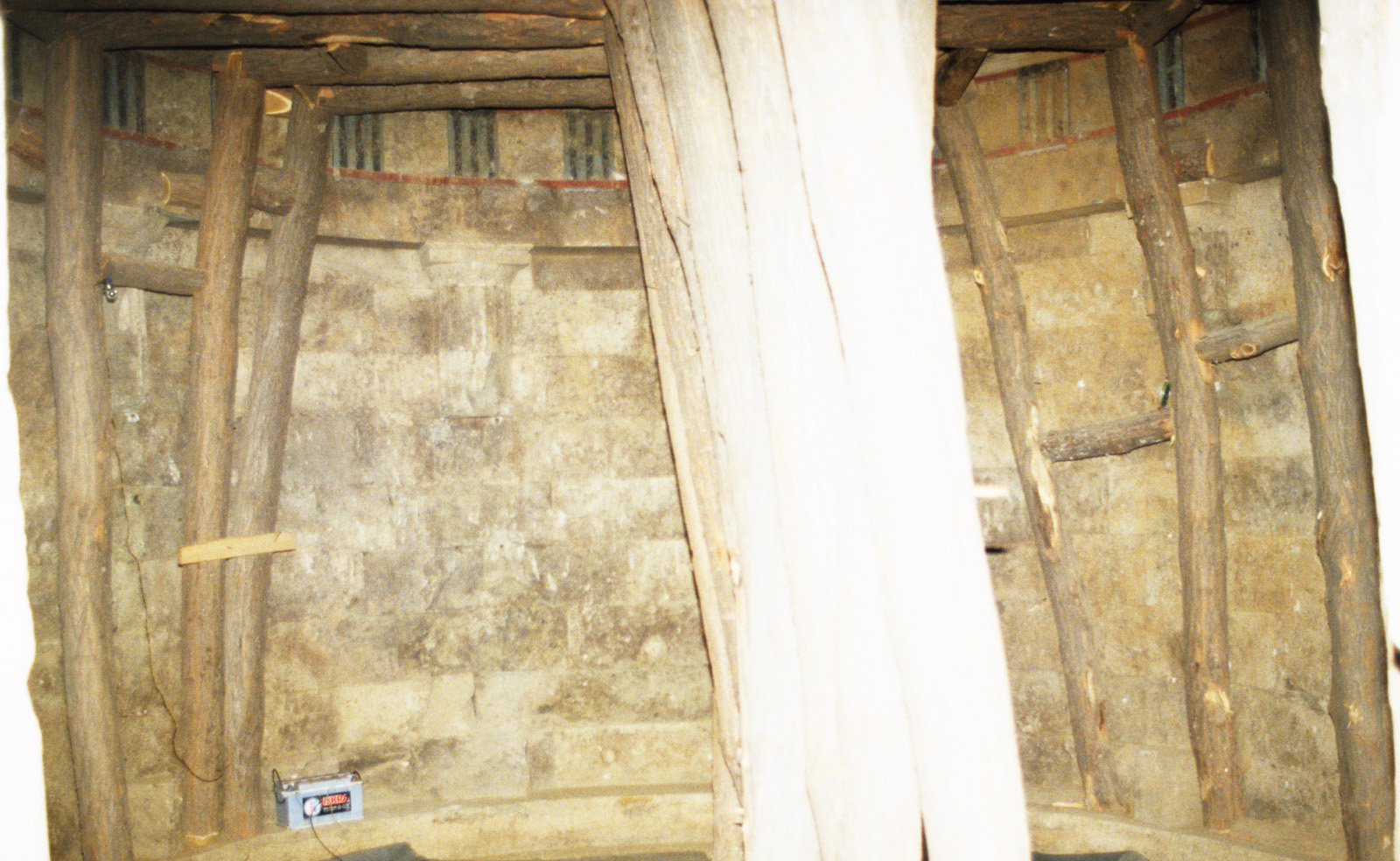
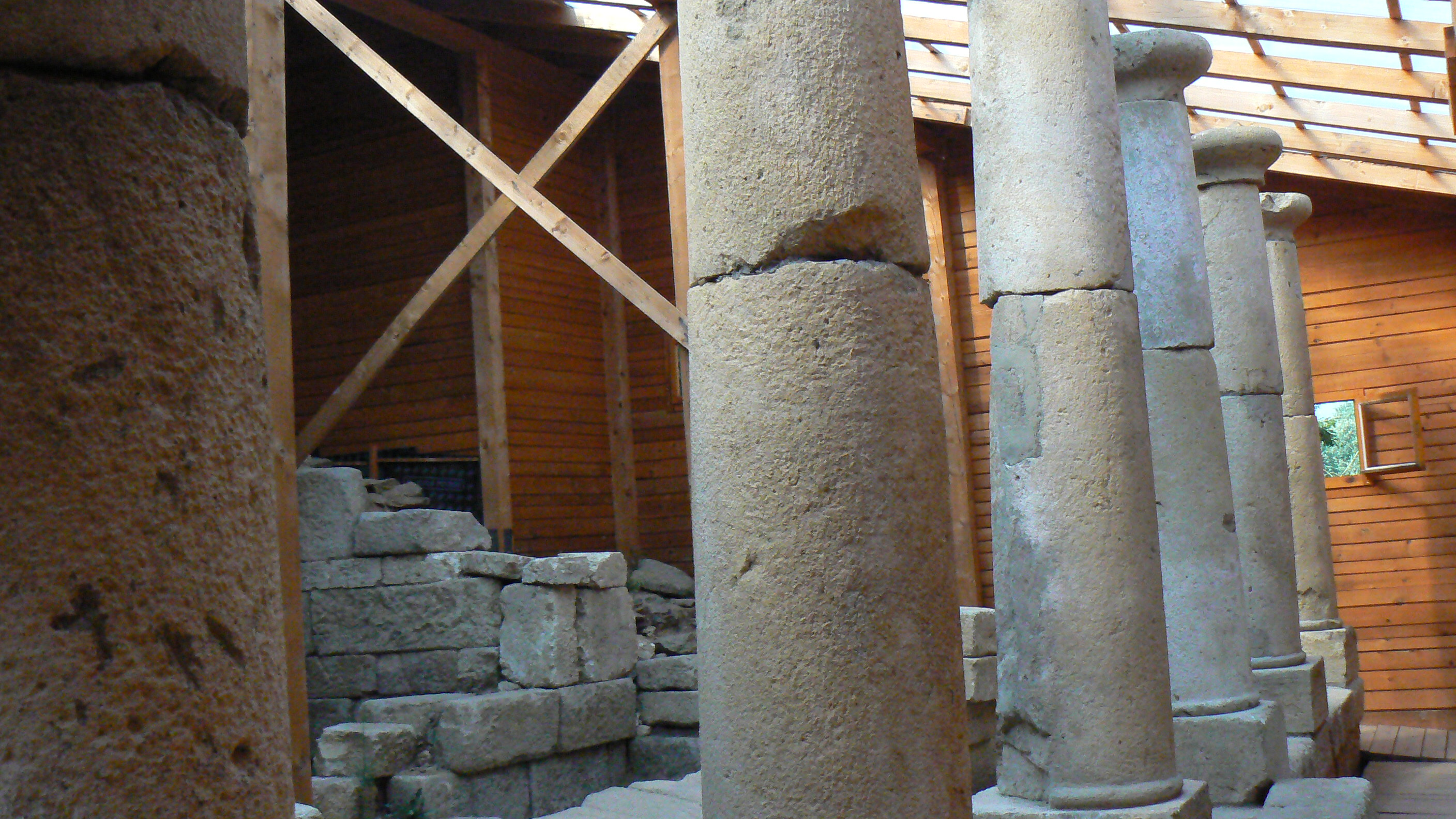